# 신반포로
신반포로(新盤浦路)는 서울특별시 서초구 반포동 이수 교차로와 잠원동 논현역사거리를 잇는 서울특별시의 도로이다. 왕복 6 ~ 10차선의 도로로 길이는 3.472Km이다.

## 역사
- 1981년 10월 22일 : 도로명을 잠원2로로 제정
- 1984년 11월 7일 : 도로명을 신반포로로 변경
- 2009년 6월 13일 : 중앙 버스 전용 차로 개통(구반포삼거리 ~ 반포역)

## 주요 경유지
서울특별시
- 서초구 반포동 - 잠원동

## 노선
| 이름                               | 접속 노선                  | 소재지     | 소재지 | 비고 |
| ---------------------------------- | -------------------------- | ---------- | ------ | ---- |
| 이수 교차로                        | 동작대로 사평대로          | 서울특별시 | 서초구 |      |
| 반포본동삼거리 (구반포역)          | 신반포로3길                | 서울특별시 | 서초구 |      |
| 신반포역                           | 신반포로15길, 신반포로16길 | 서울특별시 | 서초구 |      |
| 고속터미널 교차로 (강남터미널고가) | 반포대로                   | 서울특별시 | 서초구 |      |
| 센트럴시티터미널                   |                            | 서울특별시 | 서초구 |      |
| 고속터미널역                       | 신반포로23길               | 서울특별시 | 서초구 |      |
| 서울고속버스터미널                 |                            | 서울특별시 | 서초구 |      |
| 고속터미널 교차로                  | 잠원로                     | 서울특별시 | 서초구 |      |
| 반포역                             | 신반포로33길               | 서울특별시 | 서초구 |      |
| 잠원 나들목 (주홍교)               | 경부고속도로               | 서울특별시 | 서초구 |      |
| 논현역 교차로                      | 강남대로                   | 서울특별시 | 서초구 |      |
| 학동로와 직결                      |                            |            |        |      |

## 주요 건물 및 시설
- 반포본동주민센터 (서울특별시 서초구 신반포로 10)
- 구반포역 (서울특별시 서초구 신반포로 지하17)
- 암웨이플라자 강남점 (서울특별시 서초구 신반포로 23)
- 서울반포초등학교 (서울특별시 서초구 신반포로 55-4)
- 세화여자중학교, 세화고등학교, 세화여자고등학교 (서울특별시 서초구 신반포로 56-7)
- 반포중학교 (서울특별시 서초구 신반포로 67)
- 신반포역 (서울특별시 서초구 신반포로 지하105)
- 센트럴시티터미널 (서울특별시 서초구 신반포로 176)
- 고속터미널역 (서울특별시 서초구 신반포로 지하188)
- 반포지구대 (서울특별시 서초구 신반포로 190)
- 서울고속버스터미널 (서울특별시 서초구 신반포로 194)
- 반포역 (서울특별시 서초구 신반포로 지하241)

## 사진

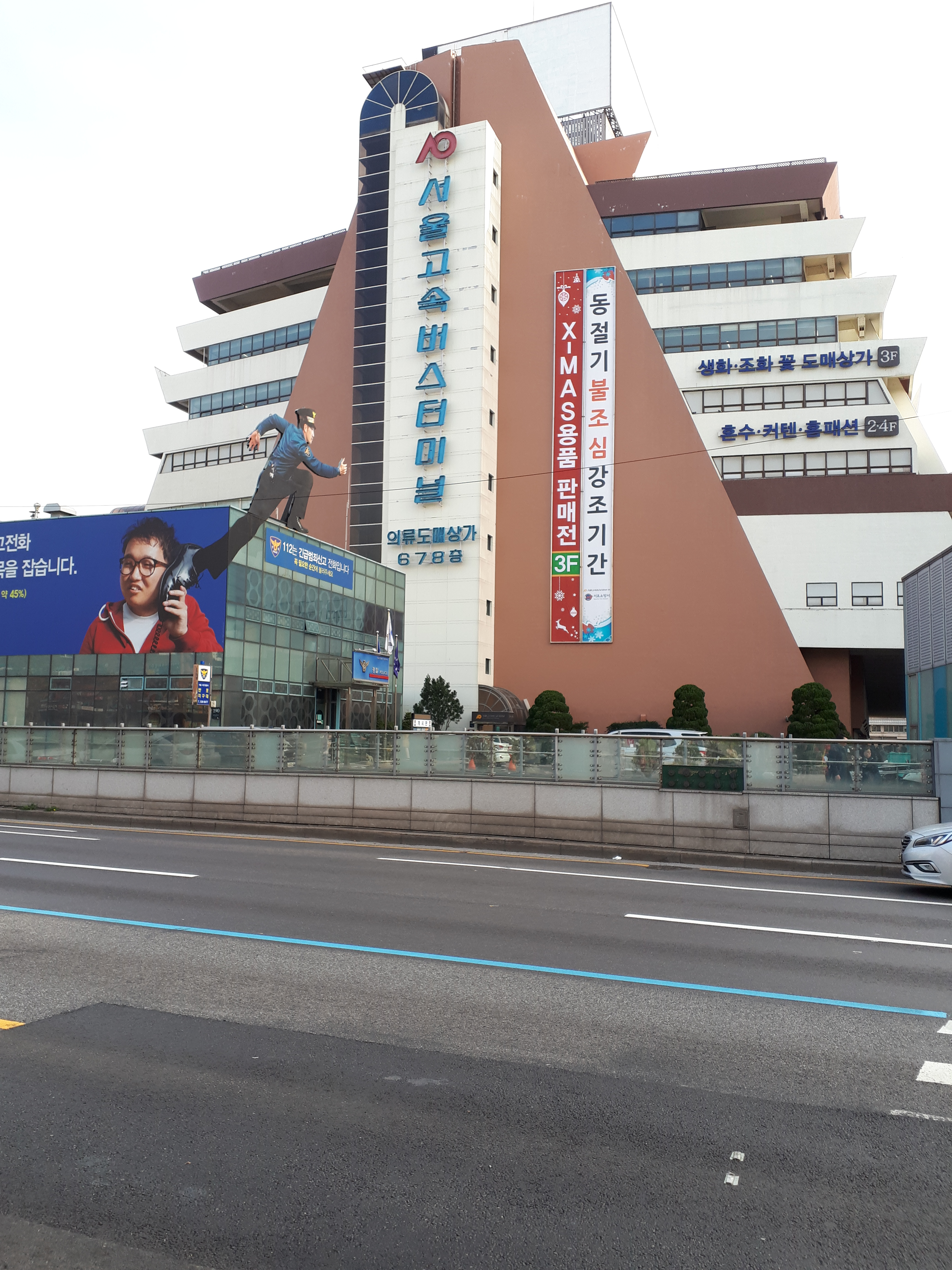
서울고속버스터미널